# Mejorada del Campo
Mejorada del Campo és un municipi de la comunitat autònoma de Madrid. Limita amb San Fernando de Henares, Velilla de San Antonio, Rivas-Vaciamadrid i Loeches.

## Història
Els orígens del municipi es remunten al Paleolític, durant el qual es van establir diverses colònies en la confluència dels rius Jarama i Henares. S'han trobat diverses restes de sílex que confirmen aquest punt. Es va fundar en el segle xii i va rebre el seu nom en el segle xiii quan la població va comprar la seva autodeterminació i es va sotmetre a la Corona Reial.
El 27 de novembre de 1983 hi esdevingué un accident d'un Boeing 747 de la companyia colombiana Avianca en el qual van morir 181 persones, entre ells els escriptors Manuel Scorza i Marta Trava i la pianista catalana Rosa Sabater Parera.Totes elles viatjaven en l'avió. La col·lisió es va produir a escassa distància del nucli urbà. Van sobreviure 11 persones del total d'ocupants de l'avió. Van romandre les marques del tren d'aterratge en el terreny.

## Ciutadans famosos
- Antonio Adán, jugador del Reial Madrid Castella
- Justo Gallego Martínez, creador de "la Catedral"
- Téllez, jugador de futbol del Deportivo Alavés
- Rubén Sánchez Montero, jugador de futbol i celebritat televisiva

## Política
| Legislatura | Nom                                 |
| ----------- | ----------------------------------- |
| 1979-1982   | Eustaquio Baeza (PCE)               |
| 1982-1995   | Rafael Cerquera (PSOE)              |
| 1995-1999   | Valentín de las Heras (IU)          |
| 1999-2011   | Fernando Peñaranda Carralero (PSOE) |
| 2011-2015   | Cristina Carrascosa Serrano (PP)    |
| 2015-act.   | Jorge Capa Carralero (PSOE)         |